# Aaronowzy
Die Aaronowzy (russisch Аароновцы, wiss. Transliteration Aaronovcy) waren von der zweiten Hälfte des 18. Jahrhunderts bis ins 19. Jahrhundert eine russische Glaubensgemeinschaft von sogenannten priesterlosen Altgläubigen. Sie sind nach dem Beinamen Aaron des Andrei Schukow (Андрей Жуков; † 1798) benannt und nach ihrem Gründer Onufri (Онуфри) in Russland auch unter dem Namen Onufrijewschtschina (Онуфриевщина/Onufrievščina) bekannt. Sie waren in den Oblasten Archangelsk und Wologda verbreitet. Ihre Mitglieder erkannten die Ehe an und lehnten extremen Asketismus ab.